# Pythagoreisk stämning
Pythagoreisk stämning är en stämning av skalans toner – ett tonsystem – baserat på rena kvinter.
Den grekiske filosofen och matematikern Pythagoras har bland annat tillerkänts upptäckten av att musikaliska intervall som upplevs som harmoniska förhåller sig till varandra som små heltal (1:2:3:4…) i den harmoniska deltonserien.
Han skapade ett tonsystem baserat på rena kvinter (3:2), det mest konsonanta intervallet efter prim (1:1) och oktav (2:1).

## Historik

### Antiken
| I denna artikel     |
| används tonnamnen   |
| Bess (B♭) och B.    |
| Se olika skrivsätt. |

Vi vet inte särskilt mycket om hur Pythagoras system såg ut, men ett rimligt tillvägagångssätt är att från en grundton skapa en skala genom att beräkna tre rena kvinter både uppåt och nedåt. Vi hittar då tonerna genom att multiplicera varje intervall med ett kvintintervall (3/2). Vi utgår från tonen D och hittar kvinterna uppåt enligt följande:
1/1 * 3/2 = 3/2 (1:a kvinten uppåt, D2→A2)
3/2 * 3/2 = 9/4 (2:a kvinten uppåt, A2→E3)
9/4 * 3/2 = 27/8 (3:e kvinten uppåt, E3→B3 †)
Kvinterna nedåt hittar vi genom att vända på bråket i multiplikationen med kvintintervallet till 2/3:
1/1 * 2/3 = 2/3 (1:a kvinten nedåt, D2→G1)
2/3 * 2/3 = 4/9 (2:a kvinten nedåt, G1→C1)
4/9 * 2/3 = 8/27 (3:e kvinten nedåt, C1→F0)
Vi har nu sju toner som ligger på ett matematiskt kvintavstånd från varandra, men de ligger fortfarande i olika oktaver. Vi börjar med att transponera tonerna till att ligga i samma oktav:
| Ursprunglig | Transponering     | Transponerad | Tonnamn |
| ----------- | ----------------- | ------------ | ------- |
| 27/8        | 1/4 (↓ 2 oktaver) | 27/32        | B1      |
| 9/4         | 1/4 (↓ 2 oktaver) | 9/16         | E1      |
| 3/2         | 1/2 (↓ 1 oktav)   | 3/4          | A1      |
| 1/1         | 1/1 (ej transp)   | 1/1          | D2      |
| 2/3         | 1/1 (ej transp)   | 2/3          | G1      |
| 4/9         | 2/1 (↑ 1 oktav)   | 8/9          | C2      |
| 8/27        | 2/1 (↑ 1 oktav)   | 16/27        | F1      |

För att skalan skall bli användbar och komplett måste vi sortera den i intervallordning och lägga till en ton för oktaven. Skalan går nedåt enligt praxis i det antika Grekland.
| Intervall | Tonnamn |
| --------- | ------- |
| 1/1       | D2      |
| 8/9       | C2      |
| 27/32     | B1      |
| 3/4       | A1      |
| 2/3       | G1      |
| 16/27     | F1      |
| 9/16      | E1      |
| 1/2       | D1      |

Varför valde vi förresten tonen D som utgångspunkt och inte C eller A som hade varit mer förståeligt?
Detta var långt innan man började dela in oktaven i 12 halvtoner. En kromatisk skala fanns inte ännu. Den skala vi nu har utgör den gammalgrekiska frygiska1 tonarten, vilken var den som användes för ett 8-strängat instrument i det antika Grekland. Denna tonart kännetecknas av ett halvtonssteg mellan skalans 2:a och 3:e ton samt mellan 6:e och 7:e tonen och om vi skall hålla oss till »vita tangenter» blir det nödvändigt att utgå ifrån D i denna skala. Tonnamn användes dock inte i det antika Grekland.
Vi skulle alltså kunna stämma vårt 8-strängade instrument genom att först stämma de yttre tonerna D-D i en oktav. Därefter kan vi i tur och ordning stämma kvinten ovanför det lägre D:et (A), kvinten nedanför det högre D:et (G), kvarten ovanför G:t (C) samt kvarten nedanför A:t (E). Om vi till slut lägger till kvinten nedanför C (F) och kvinten ovanför E (B) har vi en skala enligt ovan.
Intressant att notera är att om vi låter bli de sista två kvinterna har vi för övrigt fått ett modus av den pentatoniska skalan.
1 Den gammalgrekiska frygiska tonarten motsvaras av dorisk kyrkotonart.

### Medeltiden
Så långt det antika Grekland. Under medeltiden blev Pythagoras idéer återigen populära och det finns dokumenterat att skalor baserade på kvinter användes i orgelbyggeri redan från 8-900-talet e.Kr. 
Den medeltida varianten av pythagoreisk stämning brukar utgå från kvinter uppåt (istället för omväxlande kvinter uppåt och nedåt)
1/1 * 3/2 = 3/2 (1:a kvinten uppåt, F1→C2)
3/2 * 3/2 = 9/4 (2:a kvinten uppåt, C2→G2)
9/4 * 3/2 = 27/8 (3:e kvinten uppåt, G2→D3)
27/8 * 3/2 = 81/16 (4:e kvinten uppåt, D3→A3)
81/16 * 3/2 = 243/32 (5:e kvinten uppåt, A3→E4)
243/32 * 3/2 = 729/64 (6:e kvinten uppåt, E4→B5)
Om vi gör som i förra exemplet och transponerar dessa toner till rätt oktav, sorterar i en skala samt ger dem ett tonnamn blir det enligt följande. Nu går skalan uppåt.
| Ursprunglig | Transponering     | Transponerad | Tonnamn |
| ----------- | ----------------- | ------------ | ------- |
| 1/1         | 1/1 (ej transp)   | 1/1          | F1      |
| 9/4         | 1/2 (↓ 1 oktav)   | 9/8          | G1      |
| 81/16       | 1/4 (↓ 2 oktaver) | 81/64        | A1      |
| 729/64      | 1/8 (↓ 3 oktaver) | 729/512      | B1      |
| 3/2         | 1/1 (ej transp)   | 3/2          | C2      |
| 27/8        | 1/2 (↓ 1 oktav)   | 27/16        | D2      |
| 243/32      | 1/4 (↓ 2 oktaver) | 243/128      | E2      |
| 2/1         | 1/1 (ej transp)   | 2/1          | F2      |

Den pythagoreiska stämningen karaktäriseras av att alla heltonsteg är lika stora, liksom också halvtonstegen är. Transponering är möjlig till de flesta tonarter, men inte enharmonisk förväxling, eftersom till exempel tonen A# får en högre frekvens än tonen Bb.
Terser och sexter svävar kraftigt och är i praktiken inte användbara som samklangsintervall. När det blev på modet att spela och sjunga flerstämmigt och använda treklanger med rena terser fungerade därför inte pythagoreisk stämning särskilt bra längre. 
För instrument med fri tonhöjd (som stråkinstrument och sång) utgjorde detta troligen inget större problem, då sådana instrument kunde variera tonhöjden individuellt och på så sätt skapa treklanger som blev harmoniska. För instrument med fast tonhöjd blev detta dock ett problem som krävde en lösning i form av andra temperaturer.